# Foriere maggiore dei sacri palazzi apostolici

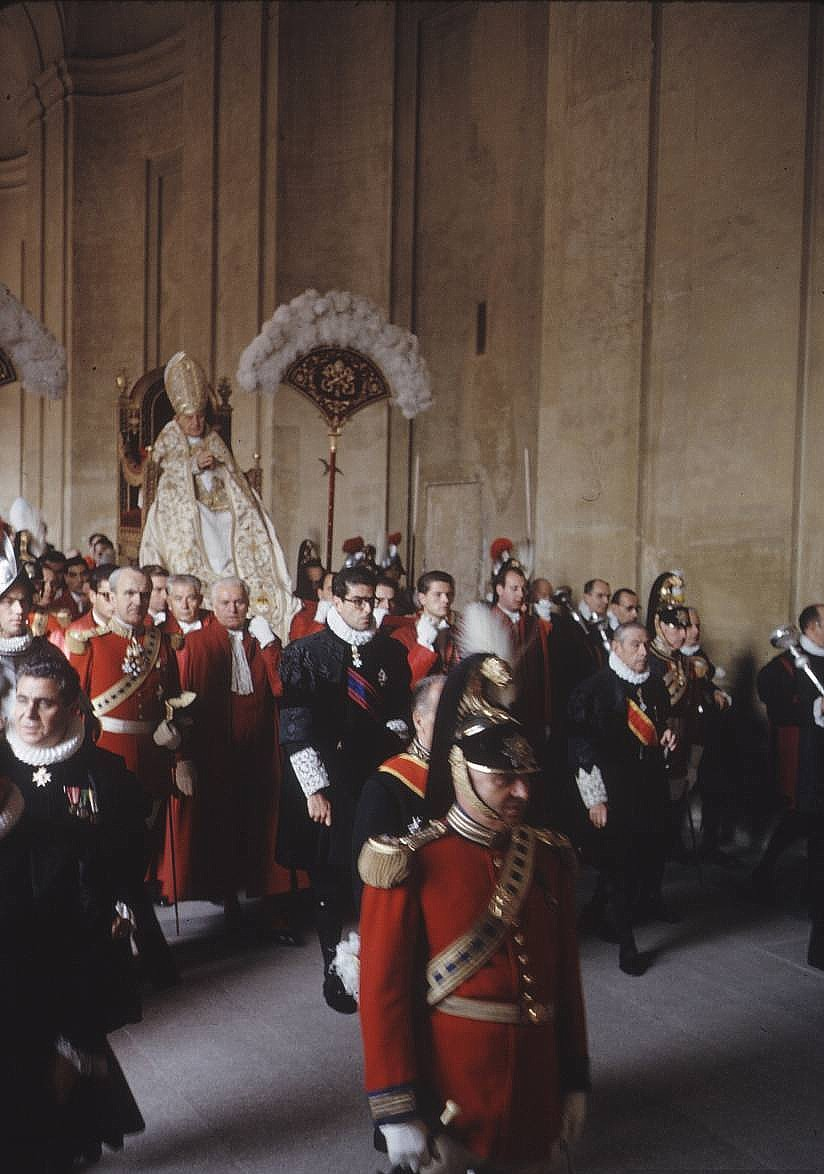
Al centro della foto in abito nero di corte il foriere maggiore dei sacri palazzi apostolici marchese don Giulio Sacchetti; alla sua sinistra il marchese don Giacomo Serlupi Crescenzi cavallerizzo maggiore

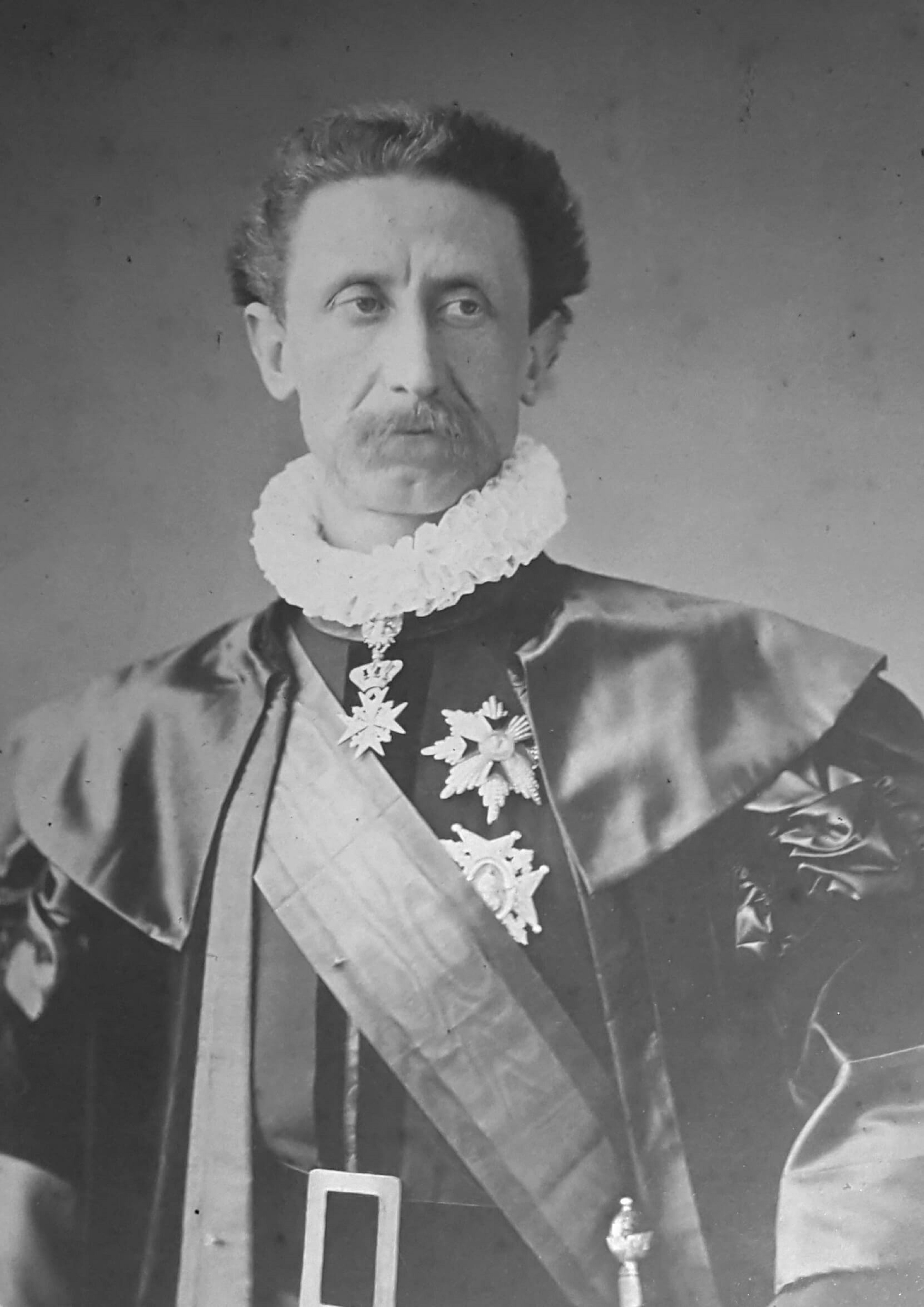
Urbano Sacchetti in abito di Foriere Maggiore

Il Foriere maggiore dei sacri palazzi apostolici (lat. forerius major; suppellectilis pontificiae domus procuratorem) detto anche Foriere maggiore del papa, era il primo ufficiale palatino della Famiglia Pontificia dopo il Monsignor Maggiordomo, di cui assumeva le funzioni in caso di assenza e vacanza, e il secondo cameriere segreto laico partecipante di spada e cappa, dopo il Gran Maestro del Sacro Ospizio, che veniva nominato a vita a discrezione del papa almeno dai tempi di Giulio III e Paolo IV previo giuramento nelle mani dello stesso pontefice.

## Funzioni
A lui era affidata, con un mensile di 74 scudi circa, la custodia dei Palazzi Apostolici del Vaticano e del Quirinale, la custodia della floreria apostolica (ossia del guardaroba pontificio comprensivo di ogni genere di arredo suppellettile e masserizia ivi contenuto), l'organizzazione dei viaggi e delle villeggiature del papa allestendone gli alloggi, e la direzione della conduzione della sedia gestatoria. 

Dignità concessa originariamente a varie famiglie della nobiltà romana o acquisite come tali come i Patrizi Chigi Montoro, i Massimo e i Capponi, finì per essere costantemente affidata alla famiglia Sacchetti fino al 1968, quando papa Paolo VI abolì le cariche laiche pontificie di natura ereditaria.

## Elenco dei forieri maggiori dei sacri palazzi apostolici
- Bernardo Accolti (1515 - 1535 ca.)
- Mons. Pietro Librandi (1566-1575 ca.)
- Alberto Franchino (1575 ca.)
- Mons. Girolamo Grassis (aa.1585 ca.)

...
- Mons. Giacomo Gittio (aa. 1631 ca.)
- Mons. Baccio Aldobrandini ( ? - 1652)

...
- Mons. Clemente Accarigi (1667 ca - 1690ca)
- Urbano Rocci (1690 - 1721)
- Girolamo Colonna (1721 - ?)

- Alessandro Gregorio Capponi (1730-1746)
- Giovanni Chigi Montoro (1746-1772)
- Francesco Camillo VII Massimo (1772-1775)
- Giovanni Battista Colligola (1775-?)

...
- Scipione Sacchetti (1794-1840)
- Girolamo Sacchetti (1840-1864)
- Urbano Sacchetti (1864-1912)
- Giovanni Battista Sacchetti (1912-1968)